# Hartheimkonferenz
Die Internationale Hartheim Konferenz wurde 2007 als Wissenschaftliche Konferenz ins Leben gerufen und findet in der Regel alle zwei Jahre im  Lern- und Gedenkort Schloss Hartheim in Oberösterreich statt. Vor dem Hintergrund der Geschichte des Hauses hat sich die Hartheim Konferenz zum Ziel gesetzt, gesellschaftspolitische Entwicklungen kritisch zu reflektieren, die versuchen, menschliches Leben einer Bewertung zu unterziehen.

## Historischer Hintergrund
Von 1898 an bestand in Schloss Hartheim eine Pflegeeinrichtung für geistig und körperlich behinderte Menschen unter Trägerschaft des Oberösterreichischen Landes-Wohltätigkeitsvereins, einer katholisch-karitativen Institution. Nach dem Anschluss Österreichs an das Deutsche Reich im Jahr 1938 wurde der Trägerverein von den neuen Machthabern enteignet und die Einrichtung zunächst von der Gau-Fürsorgeverwaltung weitergeführt.
1940 fiel die Entscheidung, im Schloss eine der sechs Gasmordanstalten der Aktion T4 einzurichten, das darauf zielte, Patienten psychiatrischer Kliniken und Bewohner von Institutionen für geistig behinderte Menschen zu töten. Von Mai 1940 bis August 1941 wurden in der Tötungsanstalt Hartheim 18.269 Menschen aus Heil- und Pflegeanstalten der „Alpen- und Donaureichsgaue“ (des vormaligen Österreich), Bayerns, und des Sudetengebiets ermordet. Nach dem Stopp der Aktion T4 im August 1941 wurde eine andere Opfergruppe ins Visier genommen. Bis 1944 ermordete man in Schloss Hartheim ca. 12.000 kranke, arbeitsunfähige Häftlinge der Konzentrationslager Mauthausen, Dachau, Ravensbrück sowie kranke Zwangsarbeiter.
Nach dem Ende der NS-Herrschaft wurde das Schloss an den ursprünglichen Träger, den OÖ Landes-Wohltätigkeitsverein, zurückgestellt. Der Landes-Wohltätigkeitsverein verwaltete das Schloss, das als Wohngebäude genutzt wurde, und errichtete 1969 in den ehemaligen Tötungsräumen eine kleine Gedenkstätte. Auf seine Initiative hin wurde 1995 der „Verein Schloss Hartheim“ mit der Zielsetzung gegründet, dem Gedenken an die Opfer einen würdigen Rahmen zu schaffen. 1997 fasste die OÖ Landesregierung den einstimmigen Beschluss, diese Bestrebungen zu unterstützen, und 2003 konnte der Lern- und Gedenkort Schloss Hartheim eröffnet werden. Der Lern- und Gedenkort besteht aus einer Gedenkstätte, die in den historischen Räumen der Tötungsstrecke situiert ist, und der Ausstellung „Wert des Lebens“. Die Ausstellung kontextualisiert die nationalsozialistischen Konzepte von Euthanasie und Eugenik und  thematisiert die Entwicklung der gesellschaftlichen Stellung von psychisch kranken und geistig oder körperlich behinderten Menschen. Der Fokus liegt auf Darstellung und Analyse des Prozesses der Ausgrenzung dieser Menschen und der entgegenwirkenden Bemühungen um Versorgung/Integration/Inklusion; der zeitliche Bogen spannt sich von der Entstehung der Industriegesellschaft im 19. Jahrhundert bis zur Gegenwart.
Seit seiner Gründung im Jahr 2003 ist der Lern- und Gedenkort eine Stätte der Auseinandersetzung mit den historischen Ereignissen sowie mit gegenwärtigen gesellschaftspolitischen und ethischen Entwicklungen, die die Gefahr in sich tragen, dass der Wert des menschlichen Lebens relativiert wird. In diesem Kontext ist die Konstituierung der Internationalen Hartheim Konferenz im Jahr 2007 zu sehen. Die Initiative geht auf den damaligen Obmann des Vereins Schloss Hartheim Georg Starhemberg und auf Reinhard Dyk zurück.

## Erste Internationale Hartheim Konferenz 2007
Das Thema der ersten Konferenz, die von 20. – 22. April 2007  in Schloss Hartheim stattfand, befasste sich unter dem Titel „Sinn und Schuldigkeit. Fragen zum Lebensende“ mit der Problematik der Sterbehilfe und Euthanasie. Die Eröffnung der Konferenz wurde von hohen Repräsentanten von Staat und Kirche mit Bundespräsident Heinz Fischer, Landeshauptmann Josef Pühringer und Kardinal Christoph Schönborn vorgenommen, die in ihren Reden die Relevanz dieser Tagung betonten. Renommierte Wissenschaftler beleuchteten die Problematik von Sterbehilfe und Euthanasie, auch und vor allem die aktive Sterbehilfe für nicht einwilligungsfähige Patienten.

## Zweite Internationale Hartheim Konferenz 2009
Die zweite Konferenz  vom 13. und 14. November 2009  zum Thema „Ambivalenzen der Biowissenschaften“ befasste sich mit den Konsequenzen der neueren Entwicklungen in Humangenetik und Gentechnik. Die Zielvorstellungen der Biowissenschaften, gesellschaftspolitische und ethische Konsequenzen ihrer Entwicklung, das Verhältnis von Humangenetik und Eugenik, Biopolitik und Gouvernementalität waren Themen der Tagung. Der Eröffnungsvortrag „Von den alten und den neuen Träumen der Genetiker“ von Michael Wunder, Gründungsmitglied des „Arbeitskreises zur Erforschung der NS-Euthanasie und Zwangssterilisation“ setzte sich mit den Zielsetzungen der modernen Humangenetik auseinander und eröffnete  einen kritischen Blick auf Kontinuität und Diskontinuitäten der Entwicklung dieses Wissenschaftsfeldes.

## Dritte Internationale Hartheim Konferenz 2012
Am 9. und 10. März 2012 fand die dritte Konferenz statt. Themen waren die in Deutschland und Österreich feststellbare wachsende Tendenz biologischer Deutungsversuche sozialer Gegebenheiten in Bezug auf  Phänomene wie soziale Schichtung, Migration und Intelligenz. Thema des Eröffnungsvortrags von Josef Weidenholzer war die „Biologisierung des Sozialen –  Faszination der Machbarkeit“.

## Vierte Internationale Hartheim Konferenz 2014
Die vierte Internationale Hartheim Konferenz fand am 14. und 15. November 2014 statt. Das Thema der Tagung lautete Demenz als ethische und sozialpolitische Herausforderung.

## Fünfte Internationale Hartheim Konferenz 2016
Die fünfte Internationale Hartheim Konferenz fand am 18. und 19. November 2016 statt und stand unter dem Thema Die Optimierung des Menschen.